# Unidad Deportiva El Chamizal
El estadio de la Unidad Deportiva El Chamizal es un estadio de fútbol ubicado en la ciudad de Zamora en el estado de Michoacán. Tiene una capacidad para 5000 espectadores y era la casa del Real Zamora durante su etapa en la Liga de Nuevos Talentos de México.

## Historia
La historia de este inmueble se remonta desde la década de los 50's cuando se planeó la construcción de un nuevo recinto deportivo. En 1962 se aprobó la construcción de una nueva unidad deportiva en la ciudad. Ésta fue una petición de los presidentes de la Liga Zamorana de fútbol, Alejandro Leñero y Luis Prado Carrillo, puesto que se necesitaba de un lugar propio para que la liga tuviera sus encuentros. Sería el 7 de septiembre de 1964 cuando finalmente sería inaugurada esta unidad deportiva, de la mano del presidente de la república mexicana, Adolfo López Mateos y el gobernador del estado Agustín Arriaga Rivera, quienes financiaron y dieron el visto bueno dos años antes de la construcción. La unidad deportiva se construyó en los antiguos campos de aviación. Todos los jugadores de la liga zamorana se reunieron para darle la bienvenida al presidente. Fue hasta la década de los 90 que la unidad deportiva se utilizaría para albergar al equipo profesional en las ramas de segunda y tercera división. La Unidad se mantuvo como la sede deportiva más importante de la ciudad hasta la inauguración del Estadio Zamora en 2016.

## Otros estadios en la ciudad
El Club Zamora que había ascendido en esos años a la Primera División de México tenía como cancha el estadio Moctezuma de la ciudad zamorana. Obtuvo muchos llenos históricos como el ocurrido en un encuentro del equipo local contra el club Independiente de Argentina y el Chacarita Juniors del mismo país, además de equipos mexicanos como el Atlas y el Zacatepec. En la final de la Segunda División de 1970, el estadio sufrió un incendio por parte de unos pseudoaficionados.
Otro inmueble que sirvió como hogar del fútbol zamorano fue el Estadio de la 20 de noviembre en el que el equipo zamorano pasaría sus años entre la segunda y la tercera división.
En el periodo 2002-2004 se iniciaron las obras de construcción del Estadio Zamora, las cuales fueron detenidas en 2005, permaneciendo así durante once años, hasta que fueron reanudadas en mayo de 2016 para ser finalmente inaugurado el día 1 de octubre de 2016.

## Nombre
El nombre de Unidad Deportiva El Chamizal fue elegido por el señor Jaime Bernal, funcionario de la liga zamorana. Escogió tal nombre ya que por esos años Estados Unidos le había devuelto el territorio de El Chamizal a México ya que años antes se lo había adjudicado debido al cambio de curso del Río Bravo.